# Ich sprach mit einem Mädchen
Ich sprach mit einem Mädchen ist ein Dokumentarfilm des DEFA-Studios für Dokumentarfilme von Winfried Junge aus dem Jahr 1975.

## Handlung
Marieluise aus der Golzower Schulklasse, die seit der Einschulung im Jahr 1961 von der DEFA  mit der Kamera begleitet wird, ist jetzt zwanzig Jahre alt und gelernte Chemielaborantin. Mit ihrem Freund Georg, den sie seit etwa einem Jahr kennt und mit dem sie seit Januar 1975 zusammen geht, wie man so sagt, spaziert sie durch Ost-Berlin. Hier führt sie der Weg zum Brandenburger Tor und zur Straße Unter den Linden. Georg ist 25 Jahre alt, gelernter Landmaschinenschlosser und studiert jetzt Musik, damit er nach dem Abschluss Kapellmeister oder Chorleiter werden kann. Ihr Ziel ist eine gemeinsame Wohnung, damit sie mehr Zeit für sich haben können, denn bisher sehen sie sich viel zu wenig. Ihre erste Liebe ist es allerdings nicht, denn die hatte sie bereits mit siebzehn im Frankfurter Internat. Nachdem sie den Jungen einmal wiedergetroffen hat, fiel ihr auf, dass man vor ein paar Jahren doch noch ganz andere Vorstellungen von der Liebe und vom Leben hatte. Heute freut sie sich, dass sie einen Freund hat, von dem sie noch viel lernen kann, den sie akzeptiert, der nicht alles macht, was sie verlangt, aber von dem sie sich auch nicht alles gefallen lassen will.
Bei einem Besuch Marieluises an ihrem Arbeitsplatz stellt sich heraus, dass die Arbeit nicht ihren Vorstellungen entspricht. Sie macht zwar ihre Arbeit und das nicht schlecht, aber geistig gefordert wird sie dabei nicht. Am Wochenende fährt sie meistens nach Golzow, wo sie noch mit ihren Eltern und den sechs Geschwistern wohnt, jedoch möchte sie nicht ständig dort sein, da hier alles zu eng und zu klein ist. Ein Kind möchte sie noch nicht haben, wie ihre beste Freundin Elke, denn das macht viel Arbeit und schränkt die Freiheit doch sehr ein. Auch ihr ehemaliger Mitschüler Willi ist inzwischen schon verheiratet, wie Elke, und ist Vater zweier Kinder. Willi hat bereits in der achten Klasse die Schule verlassen, da er nicht einsah, weshalb er für den erwünschten Beruf als Traktorist und Schlosser zehn Jahre zur Schule gehen sollte. Dadurch beendete er vor den anderen die Ausbildung und verdiente daher auch früher Geld. Bei einem ihrer Wochenenden besuchte Marieluise auch Willi und sah, dass er bereits einiges in seinem Leben geschafft hat. Vor allen Dingen hat er ein eigenes Zuhause, was Marieluise nicht hat. In Frankfurt bewohnt sie in der Woche in einem Ledigenwohnheim ein Durchgangszimmer. Hier äußert sie sich, dass es bei ihr auch eine Art Torschlusspanik gab, als sie sah, wie um sie herum viele Gleichaltrige heirateten. Doch diese Phase hat sie überwunden. 
Vor vier Jahren hat Marieluise nun bereits die Schule beendet. Vereinzelt hat sie in dieser Zeit mal den Einen oder den Anderen wiedergesehen, doch jetzt gibt es ein Klassentreffen, bei dem jedem freigestellt wurde, ob er mit oder ohne Angehörigen kommt. Das Treffen findet nicht, wie üblich, in einer Gaststätte statt, sondern in der ehemaligen Schule, weshalb der Direktor auch die ehemaligen Schüler begrüßte. Den damaligen Lehrern wurden Blumensträuße überreicht. Mehrere der Jungen erschienen in der Uniform der NVA. Wer weiß, ob dieses Treffen überhaupt stattgefunden hätte, wenn nicht die Anregung von den Filmemachern gekommen wäre. Nach bisher fünf gedrehten Filmen wollten sie einfach nur mal sehen, was aus den ehemaligen Schülern geworden ist. Marieluise zeigt bei der Gelegenheit ihrem Georg ihre ehemalige Schule und unter den Klassenkameraden werden viele Erinnerungen ausgetauscht. Willi, der Familienvater, äußert die Meinung vieler der Anwesenden, dass die Zeit im Rückblick eine schöne Zeit war, aber noch einmal möchte er sie nicht durchmachen.

## Produktion und Veröffentlichung
Ich sprach mit einem Mädchen ist der 6. Teil der Langzeitdokumentation Die Kinder von Golzow und wurde als Schwarzweißfilm von der Künstlerischen Arbeitsgruppe (KAG) Dokument unter dem Arbeitstitel Golzow VI hergestellt. Für die Dramaturgie war Manfred Wolf verantwortlich. Die Uraufführung erfolgte am 24. November 1975 während der XVIII. Internationalen Leipziger Dokumentar- und Kurzfilmwoche für Kino und Fernsehen. Der Film lief in den Kinos der DDR am 13. Februar 1976 an. 

## Kritik
In einem Bericht im Neuen Deutschland von der XVIII. Internationalen Leipziger Dokumentar- und Kurzfilmwoche für Kino und Fernsehen hieß es über diesen Film nur, dass Winfried Junge ein zwanzigjähriges Mädchen vorstellt, welches noch auf der Suche nach einem festen Platz ist.